# آرالیا
آرالیا (نام علمی: Aralia) نام یک سرده از تیره عشقه‌ایان است.
نام دیگر این گیاه دیزیگوتکا است.
برگ‌های این گیاه به برگچه‌های دندانه ای انگشت مانند تقسیم شده است. رنگ این برگ‌ها سبز تیره یا تقریبا سیاه است. بوته جوان آرالیا تور مانند می باشد. این گیاه به آب زیاد نیاز ندارد اما اگر خاکش خشک شود، برگ هایش می ریزد. تغییر ناگهانی دما به این گیاه آسیب می زند و هوای اطراف آن باید مرطوب باشد.

## روش نگهداری

### دما
به گرمای متوسط نیاز دارد. حداقل دما در زمستان نباید کمتر از 17 درجه باشد.

### نور
```
این گیاه نباید زیر تابش نور  مستقیم آفتاب باشد، هر چند به نور نسبتا زیاد نیازمند است.
```

### آب
از بهار تا پاییز به آب نه کم و نه زیاد نیازمند است. در زمستان آبیاری باید کم باشد.

### رطوبت هوا
رطوبت در اطراف برگها باید همیشه بالا نگه داشته شود.

### تعویض گلدان
هر دو سال یک بار در فصل بهار گلدان عوض شود.

### تکثیر
تکثیر این گیاه دشوار است. در فصل بهار می توان از ساقه ی آن قلمه گرفت و در بستر خاک گرم قرار داد، اما لازم است از هورمون ریشه زایی استفاده شود.